# Francesco Uetam
Francesco Uetam, nome d'arte di Francisco Mateu y Nicolau (Palma di Maiorca, 4 maggio 1847 – Palma di Maiorca, 19 maggio 1913), è stato un basso spagnolo.

## Biografia
I genitori, Francisco e Margarita, gestivano una tabaccheria. Ancora bambino, prese lezioni di musica gratuite dal maestro di flauto Ignacio Muntaner. Un giorno, fu ascoltato casualmente dal compositore, direttore e maestro di canto Juan Goula, che lo prese alla sua scuola.
Debuttò il 27 novembre 1869 in Linda di Chamounix di Gaetano Donizetti al Teatro Principal di Palma di Maiorca. Invertì la sequenza delle lettere del cognome su consiglio dell'impresario Eduardo Canals e italianizzò il nome di battesimo, da Francisco a Francesco.
La sua carriera si svolse inizialmente tra la Spagna, San Pietroburgo e Lisbona. Nel 1885 il Conte di Michelena, impresario teatrale, lo chiamò a cantare al Teatro Real di Madrid. Cantò anche in Italia, esibendosi nel 1889 al Teatro Pagliano di Firenze nel suo cavallo di battaglia, Roberto il diavolo di Giacomo Meyerbeer.
Lasciate le scene per alcuni anni, vi tornò nel 1902 al Teatro Cervantes di Malaga, prima di ritirarsi definitivamente nel 1903.
Secondo alcuni biografi, la sua voce fu registrata dalla Edison nel 1903. Tuttavia l'unica testimonianza sonora è costituita da un cilindro di cera dell'anno 1900, nel quale si ascolta Uetam esibirsi in una romanza da salotto su testo di Metastasio («Alla stagion novella», da La Galatea), ristampata nel CD Grandes Cantantes en el Teatro San Fernando de Sevilla.